# (22498) Willman
Pour les articles homonymes, voir Willman.
(22498) Willman est un astéroïde de la ceinture principale.

## Description
(22498) Willman est un astéroïde de la ceinture principale. Il fut découvert le 5 juin 1997 à Kitt Peak par le projet Spacewatch. Il présente une orbite caractérisée par un demi-grand axe de 3,17 UA, une excentricité de 0,16 et une inclinaison de 7,0° par rapport à l'écliptique.